# بيت الجمري (حفاش)

تعديل مصدري - تعديل

بيت الجمري هي إحدى قرى عزلة السهمان بني عمر بمديرية حفاش التابعة لمحافظة المحويت، بلغ تعداد سكانها 599 نسمة حسب تعداد اليمن لعام 2004.